# ChemBioChem
ChemBioChem — науковий журнал, який видає Wiley-VCH від імені Chemistry Europe. Наразі виходить 18 номерів на рік. Публікуються статті з усіх аспектів хімічної біології.
Імпакт-фактор у 2014 році становив 3,088. Згідно зі статистичними даними ISI Web of Knowledge, за цим імпакт-фактором журнал посідає 15 місце з 59 журналів у категорії Медична хімія  і 119 місце з 289 журналів у категорії Біохімія і молекулярна біологія.